# Bejel
Bejel – jedna z krętkowic niewenerycznych. Przewlekła choroba okresu dziecięcego, charakteryzująca się występowaniem zmian skórnych i błon śluzowych wywołaną przez Treponema endemicum, czyli bakterię, która nie powoduje zmian dotyczących zębów, oka i układu nerwowego.

## Objawy
Objaw pierwotny jest rzadko obserwowany, ale nawet jeśli występuje, nie pojawia się zwykle na narządach płciowych. Najwcześniej zwykle obserwowaną zmianą są grudki bądź zmiany przypominające kłykciny w obrębie śluzówki jamy ustnej.
W dalszym przebiegu dochodzi do powstania guzowatych zmian tzw. kilaków, zlokalizowanych w obrębie skóry i układu kostnego.

## Występowanie
Równikowe i zwrotnikowe obszary Afryki, Półwysep Arabski, Azja Środkowa, wschodnia część basenu Morza Śródziemnego.
Opisywano także przypadki choroby w Europie w Bośni, natomiast nie obserwowano zachorowań na półkuli zachodniej.

## Leczenie
Antybiotyki z grupy penicylin.